# 今川淵

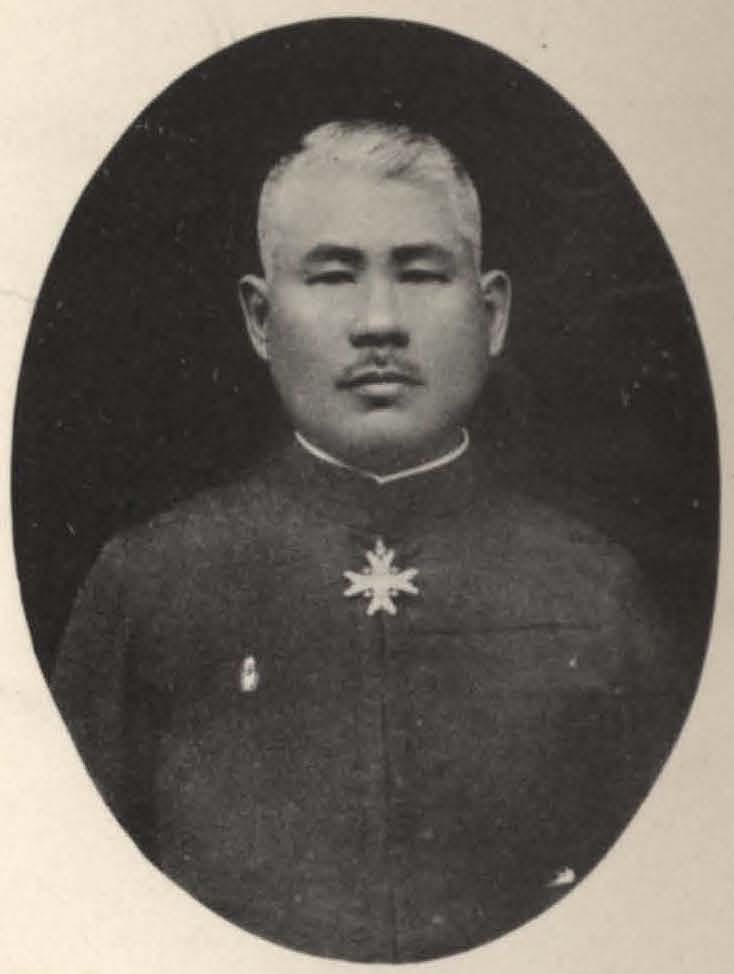
今川淵

今川 淵（いまがわ ふかし、1886年（明治19年）7月18日 - 1955年〈昭和30年〉）は、台湾総督府官僚。

## 経歴
福井県福井市出身。1912年（明治45年）、東京帝国大学法科大学政治科を卒業し、翌年に高等文官試験に合格。台湾総督府属、同事務官、台北庁庶務課長、内務局地方課長、殖産局糖務課長、専売局参事・庶務課長などを歴任。一時退官したが、1932年（昭和7年）に台南州知事となり、1936年（昭和11年）に台北州知事に転じた。同年、専売局長に就任し、1939年（昭和14年）に退官した。
退官後は、南方協会常務理事を経て、台湾石炭株式会社社長を務めた。

## 親族
- 井手薫 - 妻の兄[1]。建築家。
- 橘曙覧 - 妻の祖父。歌人。